# Тменов, Александр Владимирович
Александр Владимирович Тменов (15 октября 1951, Ковров — 24 декабря 2024) — член Регионального политического совета, генеральный директор завода имени Дегтярёва (2002—2022). Почётный гражданин города Коврова.

## Биография
Александр Владимирович Тменов родился 15 октября 1951 года в городе Ковров Владимирской области. С ранних лет его жизнь была тесно связана с родным городом и его предприятиями. В 1974 году окончил Горский сельскохозяйственный институт во Владикавказе по специальности инженер-механик и сразу после этого начал трудовую деятельность на заводе имени В. А. Дегтярёва, который стал центром карьеры и жизненных достижений.
На заводе имени В. А. Дегтярёва Александр Владимирович прошёл путь от инженера-технолога до генерального директора. Его карьера началась в 1974 году, когда он приступил к работе на этом предприятии. В 1992 году он назначен начальником крупного производства, что стало важной вехой в его профессиональном развитии. Однако настоящим испытанием для Тменова стали события начала 2000-х годов. В 2002 году он избран генеральным директором ОАО «Завод имени В. А. Дегтярёва», и его руководство совпало с трудным периодом, когда завод столкнулся с акционерной войной и попытками рейдерского захвата. Тменов проявил исключительное мужество и решимость в защите завода и его коллектива, что позволило преодолеть эти кризисные периоды и сохранить предприятие.
Под руководством Тменова завод пережил значительное технологическое обновление и расширение ассортимента своей продукции. Было проведено масштабное переоснащение и реконструкция производственных площадей, освоено более 100 новых изделий, включая 50 наименований спецпродукции. Завод значительно увеличил выполнение государственного оборонного заказа, что позволило укрепить его позиции в оборонном комплексе России.
Завод под руководством Тменова получил высокую оценку от президента Российской Федерации в 2006 году, когда коллективу завода была объявлена благодарность за вклад в создание специальной техники и укрепление обороноспособности страны. В 2010 году Тменов удостоен звания «Почётный гражданин города Коврова» по решению Совета народных депутатов города Коврова Владимирской области. В 2011 году завод под его руководством номинирован на городской церемонии «Человек года» и получил звание «Меценат года».
В сфере социальной активности Александр Владимирович проявил себя как активный сторонник развития социальной инфраструктуры. Под его руководством модернизирована социальная инфраструктура города и завода, включая Дом культуры, санаторий-профилакторий, спортивный клуб, детские лагеря и базы отдыха. По его инициативе завод передал на баланс города отремонтированные здания детских садов и частично обновил медицинское оборудование в бывшей заводской больнице.
Кроме того, Тменов активно участвовал в благоустройстве города: улучшил инфраструктуру улиц, включая улицу Труда и площадь Воинской славы, а также внес значительный вклад в благоустройство города и улучшение качества жизни его жителей. На свои средства построил бульвар назвав его своим именем.
Александр Владимирович Тменов также активно участвовал в политической жизни, являлся членом партии «Единая Россия» и членом Политсовета города Коврова. Его жизнь и работа были тесно связаны с родным Ковровом, где он предпочитал жить и отдыхать, подчеркивая свою привязанность к родному региону.
В августе 2022 года Тменов по собственному желанию покинул пост гендиректора завода, но остался председателем правления ОАО «Завод им. В. А. Дегтярева».
Умер 27 декабря 2024 года в возрасте 73 лет.

## Награды[4]
- Орден «Знак Почёта» (1985)
- Премия Совета Министров СССР (1990)
- Орден Дружбы (1997)
- Почётной грамотой Министерства экономики РФ
- Почётной грамотой Федерального агентства по атомной энергии
- Почётной грамотой Департамента оборонной промышленности Министерства РФ
- Знак отличия в труде «Ветеран атомной энергетики и промышленности»
- Знак «Конструктор стрелкового оружия М. Т. Калашников»
- Медаль В. В. Бахирева
- Медаль «Трудовая доблесть»,
- Медаль «За укрепление боевого содружества»
- Медаль «За усердие при выполнении задач инженерного обеспечения»
- Медаль «За заслуги перед Владимирской областью»
- Почётный знак «За вклад в экономику Владимирской области»
- Медаль Владимирской области «За трудовые заслуги»
- Медаль «200 лет Министерства обороны»
- Медаль «200 лет МВД России»
- Почётное звание «Заслуженный дегтяревец».
- Знак «Почётный работник промышленности вооружений»
- Знак «Почётный машиностроитель»
- Знак отличия «За заслуги»
- Нагрудный знак «Е. П. Славский»
- Нагрудный знак «За заслуги в области стандартизации и качества им. В. В. Бойцова»
- Нагрудный знак «За милосердие и благотворительность»
- Медаль «За трудовую доблесть»
- Почётная грамота Правительства РФ (2006)
- Медаль «Золотая медаль Российского Фонда Мира»
- Медаль ордена «За заслуги перед Отечеством» II степени (2014)
- Почётная грамота Президента Российской Федерации (2016)